# Leukoma
Genre
Synonymes
- genre Antinioche Olsson, 1961[1]
- sous-genre Chione (Ameghinomya) Ihering, 1907[2]
- genre Colonche Olsson, 1961[1]
- genre Granithaca Fischer-Piette & Vukadinovic, 1977[1]
- sous-genre Nioche (Antinioche) Olsson, 1961[2]
- genre Nioche Hertlein & A. M. Strong, 1948[1]
- genre Notochione Hertlein & A. M. Strong, 1948[1]
- genre Novathaca Habe, 1951[1]
- sous-genre Protothaca (Antinioche) Olsson, 1961[2]
- sous-genre Protothaca (Tuangia) Marwick, 1927[1]
- genre Protothaca Dall, 1902[1]
- genre Tropithaca Olsson, 1961[1]
- genre Tuangia Marwick, 1927[1]
- sous-genre Venus (Leukoma) E. Römer, 1857[1]

Leukoma est un genre de mollusques bivalves dont les espèces sont communément appelés vénus.

## Liste des espèces
Selon World Register of Marine Species (30 novembre 2018) :
- Leukoma asperrima (G. B. Sowerby I, 1835)
- Leukoma beili (Olsson, 1961)
- Leukoma columbiensis (G. B. Sowerby I, 1835)
- Leukoma crassicosta (Deshayes, 1835)
- Leukoma decussata (Deshayes, 1853)
- Leukoma ecuadoriana (Olsson, 1961)
- Leukoma euglypta (G. B. Sowerby III, 1914)
- Leukoma granulata (Gmelin, 1791)
- Leukoma grata (Say, 1831)
- Leukoma histrionica (G. B. Sowerby I, 1835)
- Leukoma jedoensis (Lischke, 1874)
- Leukoma laciniata (Carpenter, 1864)
- Leukoma lima (G. B. Sowerby II, 1852)
- Leukoma metodon (Pilsbry & H. N. Lowe, 1932)
- Leukoma pectorina (Lamarck, 1818)
- Leukoma pertincta (Dall, 1902)
- Leukoma restorationensis (Frizzell, 1930)
- Leukoma staminea (Conrad, 1837)
- Leukoma subrostrata (Lamarck, 1818)
- Leukoma sugillata (Reeve, 1863)
- Leukoma thaca (Molina, 1782)

## Publication originale
- (de) Römer, 1857 : Kritische Untersuchung der Arten des Mollusken-Geschlechts Venus bei Linné und Gmelin, mit Berücksichtigung der später beschriebenen Arten. pp. 1-164 (texte intégral) (de) et (la).